# Automeris pernambucensis
Automeris pernambucensis är en fjärilsart som beskrevs av Lemaire 1973. Automeris pernambucensis ingår i släktet Automeris och familjen påfågelsspinnare. Inga underarter finns listade i Catalogue of Life.